# Jean-Paul Payet
Pour les articles homonymes, voir Payet.
Jean-Paul Payet, né le 21 juillet 1960, est un coureur de fond français spécialisé en course en montagne. Il est double vice-champion du monde de course en montagne et triple champion de France de course en montagne.

## Biographie
Originaire de La Réunion mais établi à Paris,, Jean-Paul est d'abord spécialiste des courses de fond sur route. Il se tourne vers la course en montagne à la fin des années 1980. Il remporte son premier titre national de course en montagne en 1991 à Villard-de-Lans. Le 8 septembre, lors du Trophée mondial de course en montagne à Zermatt, alors que le Colombien Jairo Correa domine la course sur le parcours long, Jean-Paul parvient à s'immiscer devant l'autre Colombien Francisco Sánchez pour décrocher la médaille d'argent.
L'année suivante à Suse, il tient tête à l'Autrichien Helmut Schmuck plus motivé que jamais. Ce dernier parvient à prendre ses distances à deux kilomètres de l'arrivée. Jean-Paul réitère sa deuxième place sur le podium et décroche la médaille d'or par équipes avec Sylvain Richard et Jaime Mendes. À cette occasion, il fait la connaissance de Martine Javerzac qui court ses premiers mondiaux mais abandonne à la suite d'une chute. Plus tard dans l'année, Jean-Paul et Martine se revoient aux Jeux pyrénéens de l'aventure. Cette fois-ci c'est Jean-Paul qui chute. Martine décide de l'accompagner à l'hôpital et le couple tombe amoureux l'un de l'autre.
Il remporte son second titre de champion de France de course en montagne en 1993 en remportant sa troisième victoire consécutive à la montée des 4 000 marches.
À Serre Chevalier en 1994, il décroche son troisième titre national. Cette même année, il remporte la montée de l'Alpe d'Huez en établissant le record actuel en 53 min 43 s.

## Palmarès

### Route
| Année | Compétition                 | Lieu       | Place | Épreuve       | Temps           |
| ----- | --------------------------- | ---------- | ----- | ------------- | --------------- |
| 1989  | Semi-marathon de Saint-Witz | Saint-Witz | 1er   | Semi-marathon | 1 h 7 min 29 s  |
| 2001  | Semi-marathon d'Angoulême   | Angoulême  | 2e    | Semi-marathon | 1 h 10 min 13 s |

### Course en montagne
| no  | masculin          | Course                                                | Longueur | Départ             | Temps           |
| --- | ----------------- | ----------------------------------------------------- | -------- | ------------------ | --------------- |
| 6e  | 6e                | Trophée mondial de course en montagne - Parcours long | 16,38 km | 16 septembre 1989  | 1 h 16 min 10 s |
| 8e  | 8e                | Trophée mondial de course en montagne - Parcours long | 14,3 km  | 15 septembre 1990  | 1 h 18 min 15 s |
| 1re | Médaille d'or     | Championnats de France de course en montagne          | 14 km    | 4 août 1991        | 1 h 8 min 14 s  |
| 2e  | Médaille d'argent | Trophée mondial de course en montagne - Parcours long | 17,3 km  | 8 septembre 1991   | 1 h 26 min 20 s |
| 1re | Médaille d'or     | Cross du Piton des Neiges                             | 13 km    | 12 avril 1992      | 1 h 47 min 6 s  |
| 2e  | Médaille d'argent | Trophée mondial de course en montagne - Parcours long | 14,67 km | 30 août 1992       | 1 h 11 min 26 s |
| 1re | Médaille d'or     | Championnats de France de course en montagne          | 12 km    | 26 juin 1993       | 1 h 1 min 50 s  |
| 1re | Médaille d'or     | Trans-Dimitile                                        | 35 km    | décembre 1993      | 3 h 10 min 8 s  |
| 1re | Médaille d'or     | Montée de l'Alpe d'Huez                               | 13,8 km  | 1994               | 53 min 43 s     |
| 1re | Médaille d'or     | Championnats de France de course en montagne          | 14 km    | 3 juillet 1994     | 1 h 3 min 10 s  |
| 1re | Médaille d'or     | Cross du Piton des Neiges                             | 13 km    | 28 mai 1995        | 1 h 45 min 18 s |
| 9e  | 9e                | Trophée européen de course en montagne                | 12 km    | 15 juillet 1995    | 59 min 52 s     |
| 1re | Médaille d'or     | Cross du Mont-Blanc                                   | 21 km    | 7 juillet 1996     | 1 h 44 min 5 s  |
| 7e  | 7e                | Trophée mondial de course en montagne                 | 11 km    | 1er septembre 1996 | 59 min 36 s     |
| 1re | Médaille d'or     | Montée du Grand Ballon                                | 16 km    | 22 mai 1997        | 1 h 12 min 4 s  |

## Records
| Épreuve       | Performance     | Date          | Lieu            |
| ------------- | --------------- | ------------- | --------------- |
| 15 kilomètres | 44 min 52 s     | 27 juin 1987  | Houilles        |
| 20 kilomètres | 1 h 22 min 27 s | 25 août 2002  | Laruns          |
| Semi-marathon | 1 h 7 min 25 s  | 9 avril 1995  | Vitry-sur-Seine |
| Marathon      | 2 h 24 min 25 s | 27 avril 1987 | Madrid          |